# Associazione umanistica scozzese
La Associazione umanistica scozzese (Humanist Society Scotland, HSS) è un'organizzazione non-profit della Scozia basata a Glasgow che promuove l'umanesimo secolare e rappresenta le "persone che cercano di vivere serenamente senza religione o superstizione". L'associazione è affiliata alla Unione internazionale etico-umanistica e alla Federazione umanista europea.
L'associazione è dedita al secolarismo, ai diritti umani, alla democrazia, all'egalitarianismo e al rispetto reciproco. Promuove una società aperta con libertà di espressione e di credo e l'abolizione dei privilegi goduti dalle religioni in ambito legale, culturale, televisivo e altrove sussistano. Conta oltre 7.000 membri e sostenitori in Scozia (2012) ove è il fornitore principale di servizi cerimoniali laici, avvalendosi di una rete nazionale di officianti accreditati.

## Storia e fini
Costituitasi nel 1989 per unificare sotto un'unica egida i gruppi umanistici sparsi per la Scozia, l'associazione ha lo scopo di "rappresentare le opinioni delle persone in Scozia che desiderano vivere una vita serena e meritevole guidata da ragione e compassione piuttosto che dalla religione o superstizione". L'associazione sostiene inoltre di avere un ruolo di rappresentanza del 28% degli scozzesi (al censimento del 2001) che si identificano come non appartenenti a nessuna religione. L'associazione ritiene che la formulazione del questionario del censimento tende a gonfiare il numero di persone che si identificano come religiose, ma che in realtà sono state cresciute in una tradizione di fede religiosa, ma che non credono più o hanno dubbi significativi. L'associazione ha organizzato una campagna per convincere la Direzione Generale dei Censimenti in Scozia a modificare la domanda sulla "confessione religiosa" nel censimento del 2011.

## Campagne
L'associazione organizza campagne regolari per promuovere uno Stato laico in Scozia, anche in vista del prossimo referendum sull'indipendenza della Scozia del 2014 e l'abolizione del privilegio religioso. I suoi principali sforzi si sono concentrati sulla legalizzazione dei matrimoni umanisti e l'istruzione scolastica secolare.

### Matrimoni
Nel gennaio 2001, l'associazione presentò una petizione al Parlamento scozzese chiedendo la modifica della Legge sul Matrimonio (Scozia) 1977 affinché fossero ammesse cerimonie nuziali umanistiche legali, di pari riconoscimento a quelle religiose e civili. Sebbene la Legge non sia stata modificata, il comma nr. 12 della Legge stessa autorizza il Cancelliere Generale dell'Anagrafe scozzese a creare ulteriori celebranti temporanei. Nel 2005, il Cancelliere Generale ha nominato 12 celebranti dell'Associazione Umanistica Scozzese, in parte a causa della contestazione che rendere legali i matrimoni religiosi ma non quelli umanistici poteva non essere compatibile con il diritto alla "libertà di pensiero, di coscienza e di religione", che include la convinzione non religiosa, secondo la Convenzione europea dei diritti dell'uomo, art. 9. Il primo matrimonio umanista legale ha avuto luogo presso lo Zoo di Edimburgo il 18 giugno 2005 tra Karen Watts (dell'Irlanda) e Martin Reijns (dei Paesi Bassi).
I matrimoni umanisti sono diventati sempre più popolari e nel 2010, con oltre 70 celebranti autorizzati a svolgere 2.092 matrimoni umanisti legali celebrati in Scozia, sono diventati la terza forma più diffusa di nozze in Scozia dopo quelli civili all'Anagrafe e presso la Chiesa di Scozia. L'associazione organizza corsi di formazione, tutoraggio e monitoraggio dei celebranti, e presenta le nomine dei celebranti al Cancelliere Generale annualmente per la conferma formale. L'associazione svolge anche un simile ruolo per preparare i celebranti a condurre "cerimonie di impegno" per matrimoni dello stesso sesso, funerali e "assegnazione del nome" ai neonati, anche se un'autorizzazione formale da parte del Cancelliere non sia richiesta per tali cerimonie in quanto non aventi alcun effetto sullo stato giuridico dei singoli interessati.

### Altre attività
L'associazione supporta sia il progetto di legge sull'Assistenza per la Fine della Vita, sottoposto al Parlamento scozzese dal parlamentare Margo Macdonald sia la campagna per la parità di matrimonio in Scozia che consenta alle coppie omosessuali di contrarre regolare matrimonio in alternativa all'unione civile, permettendo inoltre alle coppie eterosessuali l'accesso all'unione civile. Nel 2013 l'HSS, insieme all'Associazione Secolare di Edimburgo, ha iniziato una campagna contro la rappresentanza religiosa nei comitati scolastici comunali in Scozia.

## Sostenitori
Tra i sostenitori principali dell'associazione si annoverano:
- Iain Banks, eclettico scrittore scozzese (deceduto recentemente).
- Richard Dawkins, rinomato etologo, biologo e divulgatore scientifico britannico, controverso autore de L'illusione di Dio.
- Stephen Fry, attore e scrittore satirico
- A. C. Grayling, filosofo, scrittore e professore dell'Università di Londra
- James Lovelock, scienziato indipendente, scrittore e ricercatore ambientalista britannico, proponente della teoria di Gaia con la quale per primo ha descritto il pianeta Terra, con tutte le sue funzioni, come un unico superorganismo.
- Polly Toynbee, columnist de The Guardian ed editorialista della BBC, presidente dell'Associazione umanistica britannica da luglio 2007.
- Iain Macwhirter, politologo, giornalista e rettore della Università di Edimburgo.
- Christopher Brookmyre, scrittore scozzese e presidente della HSS da aprile 2008, vincitore di numerosi premi letterari e creatore del genere giallo tipicamente scozzese chiamato il "Tartan Noir". Alla presentazione della politica dell'istruzione promulgata dalla HSS, ha affermato: "I bambini devono necessariamente investire di sincera fiducia ciò che i loro insegnanti impartiscono. Pertanto la stessa istituzione che dice loro che uno più uno fa due non dovrebbe poi dir loro che tre persone si assommano ad un unico Dio."[11]